# XGI Volari
Volari ist der Name einer Grafikchip-Familie des taiwanischen Herstellers XGI Technology. Erstmals kam Ende 2003 ein Grafikchip mit dem Namen Volari auf den Markt.

## Technisches
Da XGI Technology hauptsächlich aus den Grafiksparten von Silicon Integrated Systems (SiS) und Trident Microsystems entstand, sind die Mitglieder der Volari-Familie von zwei völlig unterschiedlichen Entwicklungsteams mit unterschiedlichen Ansätzen entwickelt worden. Das ehemalige SiS-Design (Xabre II) wurde zuerst für die Desktop-Chips und danach abgewandelt für die High-End-Versionen der Embedded-Chips benutzt, während die Trident-Designs prädestiniert für den Low-Cost-Markt sind und für den Mobil- und Embedded-Bereich genutzt werden.

## Desktops

### Volari V8 (Duo)
Die Volari V8 war der erste Grafikchip von XGI, der Ende 2003 auf den Markt gebracht wurde. Dabei handelte es sich um ein SiS-Design (Xabre II) und war für den High-End-Markt vorgesehen.
Der Chip besaß ein 4x2-Design, also vier Pipelines mit jeweils zwei TMUs, und wurde mit 300 MHz getaktet. Allerdings ist noch unsicher, ob eine TMU ein bilineares Sample pro Takt zur Verfügung stellen konnten oder nur weniger. Dank flexibler Verschaltung der ROPs (Rasterizer Opteratoren) waren bei Single-Texturing sogar 8 Farbwerte pro Takt möglich. In der Praxis ist dieses Feature jedoch unwichtig. Da XGI gleich die Volari V8 Duo, zwei mittels des Multi-GPU-Technik BitFluent Protocol zusammengeschaltete Volari V8 auf einer Grafikkarte, auf den Markt brachte, hätte man von dieser Kombination damals eine absolute High-End-Lösung erwarten dürfen.
Allerdings enttäuschte die Volari V8 Duo komplett und war alles andere als eine High-End-Lösung. Da bei vielen Anwendungen ein einzelner Volari V8 fast die gleiche Leistung erreichte (welche aber auch weit unterhalb einer ATI Radeon 9700 Pro lag), kann davon ausgegangen werden, dass das BitFluent Protocol einige Unzulänglichkeiten besaß, was wohl vor allem auf den verwendeten AFR-Modus und dessen Probleme mit Render-to-Texture zurückzuführen ist.
Jedenfalls war die Volari V8 Duo ein großer Flop und auch die Einzel-Variante Volari V8 erzielte keine größeren Umsätze.

### Volari V5 (Duo)
Die Volari V5 ist ein direkter Abkömmling der Volari V8 und war für das Mid-Range-Segment gedacht. Deswegen besaß der Chip nur 4 statt 8 Pipelines (4x1-Design). Ansonsten waren beide Chips identisch. Da aber bereits die Volari V8 enttäuschte, wurden kaum Volari V5 produziert. Die Variante Volari V5 Duo mit zwei gekoppelten Grafikchips wurde entgegen der ursprünglichen Planung überhaupt nicht auf den Markt gebracht.

### Volari V3
Die Volari V3 war ein sehr interessanter Chip, da sie auf dem ursprünglich als Trident XP4 geplanten Chip basierte und damit ein reines Trident-Design ist. Bei dem Chip wurde besonders Wert auf möglichst wenig Transistoren (und damit niedrige Produktionskosten) und einen geringen Stromverbrauch (und damit geringe Wärmeentwicklung) gelegt. Dies wurde vor allem dadurch erreicht, dass bei dem Chip, der nominell über 4 Pipelines verfügte, viele Teile dieser Pipelines und der TMUs so weit wie möglich gleichzeitig benutzt wurden und damit zum Beispiel nur einmal statt viermal vorhanden waren. Man kann also nicht sagen, dass es sich bei dem Chip um ein 4x1-Design handelt, obwohl Trident und später dann XGI dies so angegeben und beworben haben. Da es sich im Prinzip um ein schon mehrere Jahre altes Design handelt, unterstützt der Chip nur DirectX 8.1 und bietet damit nur Pixelshader 1.4 und Vertexshader 1.1.
Diese Einsparungen bei den Transistoren hatte aber natürlich zur Folge, dass die Leistung hinter den Erwartungen der Allgemeinheit zurückblieb. Trotzdem wurde das Ziel, einen günstigen und stromsparenden Grafikchip zu kreieren, erreicht und die Volari V3 konnte vor allem als Notebook-Grafikchip durchaus überzeugen.

### Volari V3XT

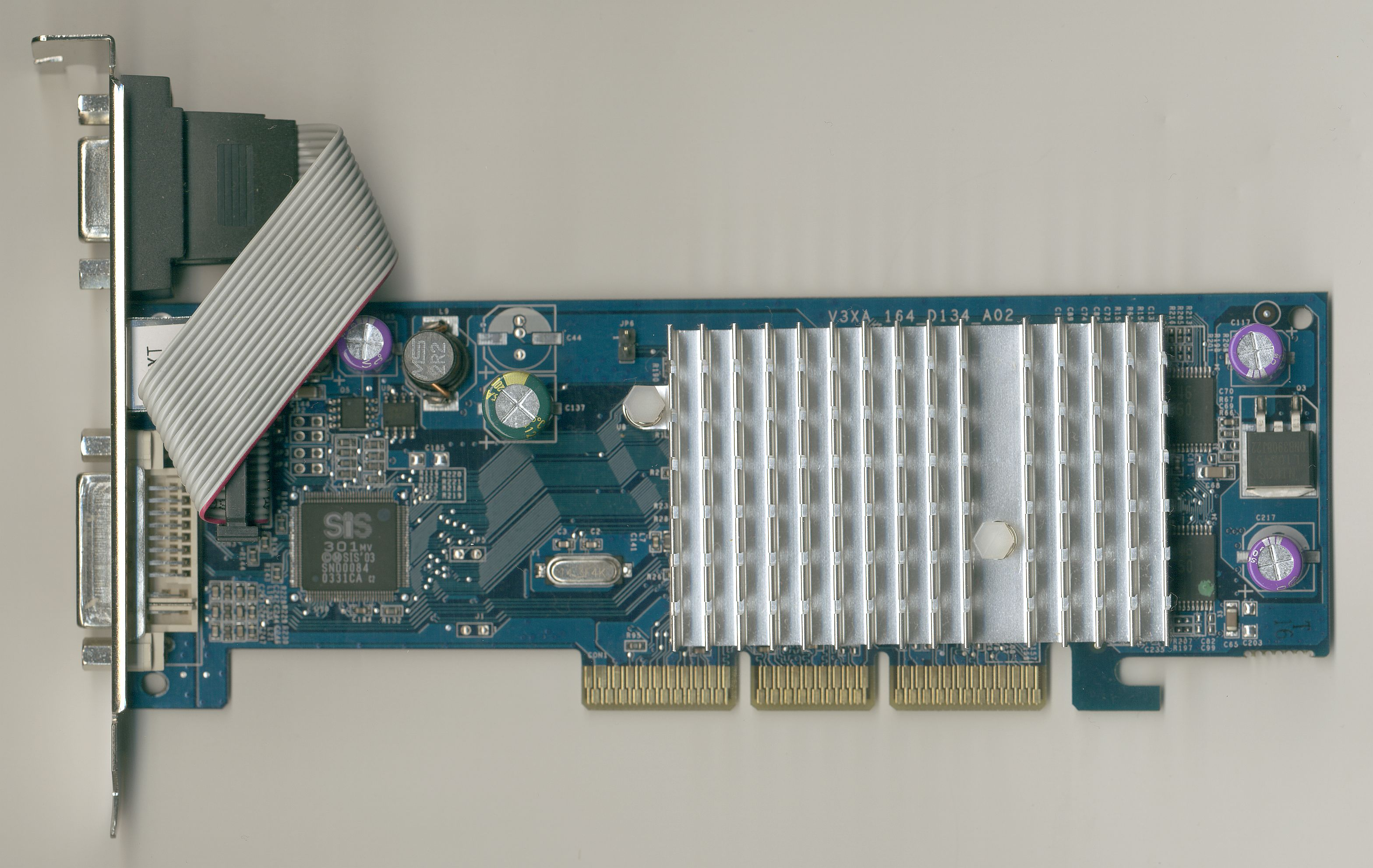
Volari-V3XT-Grafikkarte

Anders als der Name vermuten lässt, basiert die Volari V3XT nicht auf der Volari V3, sondern ist lediglich eine umbenannte Volari V5 und wurde einige Zeit nach dieser aus Marketing-Gründen auf den Markt gebracht. Anders als die Volari V5 zuvor, wurde die Volari V3XT wegen des günstigen Preises häufig verkauft und ist auch immer noch auf Low-Cost-Grafikkarten zu kaufen.

### Volari 8300
Im November 2005 wurde eine neue Einstiegs-Grafikchip-Generation namens Volari 8300 vorgestellt, die vom ehemaligen Trident-Team entwickelt wurde und damit auf der Volari V3 basiert. Er besitzt deswegen auch weiterhin das sparsame Pseudo-4x1-Design der Volari V3, allerdings wurde der Chip bedeutend verbessert und besitzt nun ebenfalls Pixel- und Vertexshader 2.0.
Wegen des Niedergangs von XGI wurden kaum Grafikkarten mit diesem Chip verkauft. Allerdings wurde das Design für die Volari XP10 wiederverwendet.

### Volari 8600
Ursprünglich für Ende 2005 / Anfang 2006 geplant und erwartet kam die Weiterentwicklung der Volari V8 in Form der Volari 8600(XT) wegen des Niedergangs von XGI überhaupt nicht mehr auf den Markt. Der Chip sollte allerdings mit Pixel- und Vertexshader 3.0 und damit voller Unterstützung von DirectX 9.0c ausgestattet sein und war für das Mid-Range-Segment geplant. Erstmals sollten 8 Pixelpipelines zum Einsatz kommen und ein 192-Bit-DDR-Speicherinterface. Es ist wohl davon auszugehen, dass das Design später für den Embedded-Bereich genutzt wird.

## Notebooks

### Volari XP5
Wie der Name andeutet ist die Volari XP5 der ehemalige Trident XP4 und damit auch identisch mit der Volari V3. Da der Chip ursprünglich ja besonders mit Blick auf das Mobilsegment und der dazu nötigen geringen Verlustleistung entwickelt wurde, bot sich ein Einsatz in diesem Segment geradezu an.

### Volari XP5m32
Die Volari XP5m32 ist eine Volari XP5 mit einem nur 32-Bit angebundenen Speicher und deswegen nur für absolute Low-Cost-Notebooks geeignet.

## Server

### Volari Z7
Die Volari Z7 ist ein reiner 2D-Grafikchip dem jegliche 3D-Funktionen fehlen. Somit ist dieser Grafikchip zum einen sehr günstig herzustellen und zum anderen prädestiniert für Server und anderen Systemen, bei denen eine 3D-Funktionalität unwichtig ist und entsprechende Treiber eher zu Instabilitäten führen könnten.
Aufgrund dieser konsequenten Ausrichtung ist die Volari Z7 sehr erfolgreich und wird von vielen Server-Herstellern eingesetzt.

## Embedded

### Volari Z9
Die Volari Z9 basiert auf der Volari Z7 und ist wie diese ein reiner 2D-Grafikchip für den PCI-Bus. Allerdings wurde der Chip nochmals auf Verlustleistung optimiert und benötigt nur 1,0 - 1,5 W im laufenden Betrieb. Er ist deswegen vor allem für Settop-Boxen und ähnliches geeignet, bei dem es nicht auf eine 3D-Funktionalität ankommt.

### Volari V3XE
Basierend auf der Volari V3, ist die Volari V3XE für PCI und AGP geeignet und bietet vor allem Multimedia-Fähigkeiten wie hardwarebeschleunigte MPEG2-Wiedergabe und HDTV-Unterstützung.

### Volari V5XE
Die Volari V5XE basiert auf der Volari V8 und bietet wie diese ein 8x1-Design und Pixel- und Vertexshader 2.0. Der Chip ist für PCI und AGP geeignet und soll laut XGI auch in Arcade-Systemen zum Einsatz kommen.

### Volari XP10
Die Volari XP10 ist ein Abkömmling der Volari 8300 und bietet deren Features. Der Chip ist deswegen für PCI-Express geeignet.

### Volari Z11
Die Volari Z11 ist ein Abkömmling der Volari Z9 und unterscheidet sich von dieser nur von der etwas höheren Verlustleistung von ca. 2W, besitzt dafür aber eine PCIe 1.1 Anbindung.

## Modelldaten
| Codename | Derivat von * | Verwendung in                                                 | DirectX-Version | Shader-Modell                          | Schnittstelle | Fertigungsprozess | Sonstiges                                                                           |
| -------- | ------------- | ------------------------------------------------------------- | --------------- | -------------------------------------- | ------------- | ----------------- | ----------------------------------------------------------------------------------- |
| XG40     | SiS Xabre     | Volari V8, Volari V8 Duo, Volari V5, Volari V3XT, Volari V5XE | 9               | Pixel- und Vertex-Shader 2.0           | AGP 8x        | 130 nm            | 8 oder 4 Pipelines                                                                  |
| XG42     | Trident XP4   | Volari V3, Volari XP5, Volari V3XE                            | 8.1             | Pixel-Shader 1.4 und Vertex-Shader 1.1 | AGP 8x        | 130 nm            | „4 Pipelines“                                                                       |
| XG45     | XG40          | Volari 8600, Volari 8600XT                                    | 9               | Pixel- und Vertex-Shader 3.0           | PCI-Express   | 130 nm            | Ursprünglich für Anfang 2006 geplant, kam nicht mehr auf den Markt                  |
| XG47     | XG42          | Volari 8300, Volari XP10                                      | 9               | Pixel- und Vertex-Shader 2.0           | PCI-Express   | 130 nm            | „4 Pipelines“, Chip- und Speichertakt: bis zu 300 MHz, Maximaler Speicher 128 MByte |